# Camassia cusickii
Camas de Cusick
Espèce
Le Camas de Cusick (Camassia cusickii) est une espèce de plantes de la famille des Asparagacées originaire de l'ouest de l'Amérique du Nord.